# RAIN OF TEARZ/GIRLICIOUS feat.DJ☆GO
「RAIN OF TEARZ/GIRLICIOUS feat.DJ☆GO」（レイン・オブ・ティアーズ/ガーリシャス フィーチャリング・ディージェイ・ゴー）は、詩音の2枚目のシングル。2009年4月8日、インディーズ・レーベルから発売。

## 解説
- 前作から約8か月ぶりのシングル。前作はアルバムからのシングルカットの作品だったため、オリジナル楽曲でのシングルは本作が初めてである。
- 「Rain of Tearz」のPVには俳優の馬場徹、ミュージシャンのBIG RON、当シングル2曲目の楽曲に参加しているDJ☆GOなどが出演している。このPVは限定盤に付属するDVDに収録されている。なお、このDVDには収録されなかったが、「GIRLICIOUS feat.DJ☆GO」のPVも存在する。
- シングルとしては初となるオリコントップ10入りを果たした。
- 「Rain of Tearz」はアルバム未収録、「GIRLICIOUS feat.DJ☆GO」はアルバム『Truth』に別バージョンで収録。

## 収録曲

### CD
1. Rain of Tearz
2. GIRLICIOUS feat. DJ☆GO
3. BAYSIDE STORY feat. DAZZLE 4 LIFE (New Mastering Version)
アルバム『Candy Girl』に収録されている楽曲の別バージョン。
4. Rain of Tearz (Karaoke)

### DVD
- 限定版のみ収録。

1. Rain of Tearz (Music Clip)
2. Rain of Tearz (Off Shot)

## タイアップ
Rain of Tearz
TBS系『あらびき団』2009年4月 - 5月エンディング・テーマ